# Porwanie Europy (obraz Rembrandta)
Porwanie Europy (niderl. De roof van Europa) – obraz olejny Rembrandta, jedno z nielicznych dzieł o tematyce mitologicznej w twórczości tego malarza.

Motyw obrazu nawiązuje do mitu opowiadającego o miłości Zeusa do fenickiej księżniczki Europy. Zeus, zakochawszy się w Europie, przybrał postać białego byka i zjawił się na łące, miejscu zabaw księżniczki i jej towarzyszek. Europa, uwiedziona łagodnością i delikatnością byka, usiadła na jego grzbiecie, a ten, wykorzystując to, zerwał się do ucieczki, przepłynął morze i zatrzymał się dopiero w grocie położonej na wyspie Krecie. 

Ona widząc, że brzeg się oddala, przelękła się, jedną ręką za rogi się trzyma, drugą za grzbiet. Drży z lęku, a wiatr rozwiewa jej szaty. (Owidiusz, Metamorfozy)

Rembrandt za pomocą gry światła koncentruje uwagę widza na momencie porwania Europy oraz reakcji świadków na to zdarzenie. Był to typowy zabieg siedemnastowiecznych malarzy, mający na celu skupienie uwagi na psychologii postaci w przedstawianych wydarzeniach. Na obrazie byk porywa księżniczkę, a ta, trzymając się go kurczowo, z wyrazem przerażenia na twarzy odwraca się ku swoim towarzyszkom, jakby oczekiwała od nich pomocy. Dwie kobiety znajdujące się na brzegu, oświetlone promieniami słońca, prezentują odmienne reakcje. Jedna w ekspresywny sposób lamentuje, druga w spokoju składa ręce do modlitwy. Na kolanach jednej z nich spoczywają kwiaty, które według opowieści wcześniej ozdabiały rogi byka.
W tle obrazu Rembrandt przedstawił miasto portowe, prawdopodobnie Amsterdam, w którym sam mieszkał od 1631 roku. Spowite mgłą, widoczne są siedemnastowieczny dźwig portowy i żaglowiec.
Motyw porwania Europy był przedstawiany głównie przez malarzy XVI- i XVII-wiecznych, m.in. Tycjana, Rubensa i Bernarda Strozziego.